# FC Nassaji Mazandaran

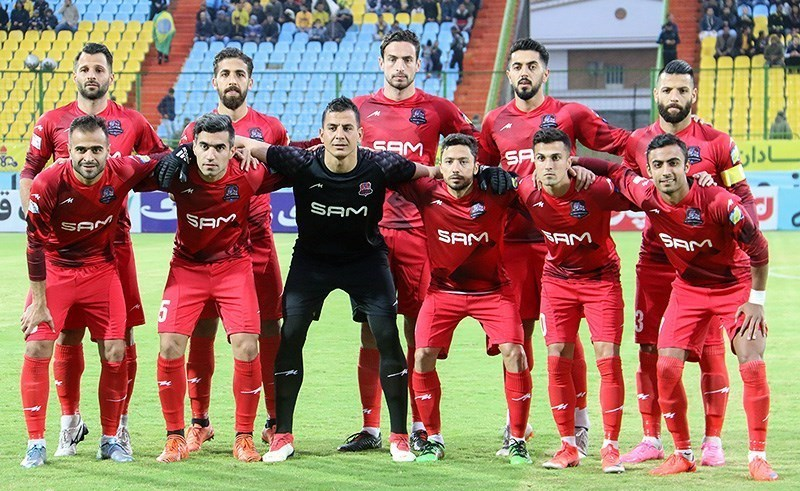
Nassaji Mazandaran-spelare.

Nassaji Mazandaran är en fotbollsklubb i Qaemshahr, grundad 1959. Klubben spelar på arenan Vatani, med en kapacitet på 15 000 personer. Nassaji spelar i Iran Pro League.
Nassaji är den äldsta klubben från Kaspiska regionen i Iran och en av de äldsta i hela Iran. Nassaji flyttades upp till Persian Gulf Pro League för första gången 2018, vilket gjorde dem till det andra laget från provinsen Mazandaran som någonsin spelat i ligan.

## Placering senaste säsonger
| Säsong  | Nivå | Liga                    | Placering | Referens | Notering |
| ------- | ---- | ----------------------- | --------- | -------- | -------- |
| 2017/18 | 2    | Azadegan League         | 2         | [ 3 ]    |          |
| 2018/19 | 1    | Persian Gulf Pro League | 10        | [ 4 ]    |          |
| 2019/20 | 1    | Persian Gulf Pro League | 9         | [ 5 ]    |          |
| 2020/21 | 1    | Persian Gulf Pro League | 12        | [ 6 ]    |          |
| 2021/22 | 1    | Persian Gulf Pro League | 12        | [ 7 ]    |          |
| 2022/23 | 1    | Persian Gulf Pro League | 13        | [ 8 ]    |          |
| 2023/24 | 1    | Persian Gulf Pro League | 12        | [ 9 ]    |          |
| 2024/25 | 1    | Persian Gulf Pro League | 15        | [ 10 ]   |          |